# Franz Anton Adolph von Wagensperg
Franz Anton Adolph von Wagensperg (né le 22 février 1675 à Graz, mort le 31 août 1723 au château de Greißenegg (de)) est prince-évêque de Seckau de 1702 à 1712 puis de Chiemsee de 1712 à sa mort.

## Biographie
Ses parents sont le conseiller impérial, trésorier et gouverneur de l'Autriche intérieure, Johann Balthasar von Wagensperg et sa première épouse Juliana Elisabeth von Dietrichstein. Franz Anton Adolph, dont le frère Sigmund Rudolph von Wagensperg est au service impérial et Landeshauptmann de Styrie, étudie à Graz et à Rome. En 1690, il est capitulaire de la cathédrale, en 1699 conseiller du consistoire de Salzbourg, et le 2 février 1700, est ordonné prêtre.
Après la mort de l'évêque de Seckau Rudolf Josef von Thun, l'archevêque Johann Ernst von Thun und Hohenstein lui accorde le diocèse de Seckau en 1702 et le nomme en même temps vicaire général de la partie styrienne de l'archevêché de Salzbourg. Le nonce de Varsovie Francesco Pignatelli , alors à Salzbourg, lui donne l'ordination épiscopale. En 1703, Wagensperg est promu au Geheimer Rat de Salzbourg. Pendant son épiscopat à Seckau, accablé par les incursions de l'armée Kuruc jusqu'en 1711, il édicte des règlements pour la construction d'églises, qui ne peuvent être exécutés que selon des plans vérifiés et approuvés par le consistoire et dont la gestion doit être confiée à des maîtres d'œuvre expérimentés. Il pose la première pierre du couvent des Capucins à Knittelfeld en 1705.
Le 18 février 1712, l'archevêque Franz Anton von Harrach (de) nomma Franz Anton Adolph von Wagensperg pour succéder à l'évêque de Chiemsee Johann Sigmund von Kuenburg (de), décédé le 18 novembre 1711. La confirmation a lieu le 29 mai, la cérémonie le 25 juillet 1712. En même temps, Wagensberg est promu président de la Hofkammer et Stathouder de l'archevêque. En 1713, il tient un synode diocésain à St. Johann in Tirol, au cours duquel les résolutions du synode de 1709 sont confirmées et de nouvelles ajoutées. En 1715, il visite l'abbaye de Herrenchiemsee. La même année, il vend le domaine de Voregger Au à Oberalm près de Salzbourg, que Sigmund Ignaz von Wolkenstein-Trostburg avait acquis. En 1722, il acquiert les domaines de Kammer et Prielau. Après sa mort dans le château de la famille Greißenegg en Styrie, il est enterré dans l'église des Carmélites de Voitsberg (de).